# Італійська монархія
Італійська монархія або Монархія Італії (італ. Monarchia Italiana) - система правління в Об'єднаній Італії, під час якої спадковий монарх був сувереном та правителем Королівства Італія з 1861 по 1946 рік.

## Історія
Титул "король Італії" вперше виникає в часи занепаду Римської імперії. Після походів союзу племен гунів, антів, герулів, скірів та інших під проводом Аттіли, імператором Західної Римської імперії стає син соратника Аттіли Ореста - Ромул Август.
476 р. інший вождь союзу Причорноморських племен Одоакр скинув останнього імператора Заходу Ромула Августа та був проголошений Dux Italiae ("князем Італії") правлячим імператором Східної Римської імперії Зеноном. 
Пізніше племена федерати (в тому числі скіри і герули), а також великий сегмент легіонерів римської армії проголосили Одоакра Rex Italiae ("королем Італії"). 
493 року остґотський вождь Теодоріх напав на країну, вбив Одоакра, а нові ґотські правителі з династії Амалів стали королями Італії. Остґотське правління закінчилося коли Італія була відвойована Східною Римською імперією в 552 році.
568 року лангобарди увійшли на півострів і створили варварське королівство в опозиції до Імперії, встановивши свою владу над більшою частиною Італії, за винятком Равеннського екзархату, князівств Риму, Венеції, Неаполя та деяких найпівденніших частин Апеннін. 
У 8 столітті послаблення позицій Східної Римської імперії на півострові дозволило лангобардам захопити римські анклави на півночі Італії. Однак у 774 р. франки під керівництвом Карла Великого, перемогли лангобардів, вбили їх короля, та присвоїли собі титул "король лангобардів". 
887 року, після смерті імператора Карла III Товстого, в Італії почався період міжусобних воєн - т.з. "Феодальна Анархія"  (888–962), коли ціла низка королів намагалися утвердитися як незалежні італійські монархи. У цей період було введено титул Rex Italicorum («король італійців» або «король італиків»). 
Після розпаду франкської імперії імператор Оттон I приєднав Італію до Священної Римської імперії і продовжував використовувати титул Rex Italicorum в своїй титулатурі. Останнім, хто використав цей титул, був Генріх II (1004–1024). Наступні імператори Священної Римської імперії вже використовували титул "король Італії", аж до Карла V Габсбурґа (1558). Спочатку імператорів коронували в Павії, пізніше Мілані, а Карла коронували в Болоньї.
Карл V був останнім імператором, який був коронований королем Італії або офіційно використовував цей титул. Габсбурзькі імператори претендували на італійську корону до 1801 року. Священна Римська імперія продовжувала вважати італійські території своїми аж до її скасування в 1806 році.
1805 року Наполеон I був увінчаний Залізною короною Ломбардії в Міланському катедральному соборі та проголошений королем Італії. Наступного року імператор Священної Римської імперії Франциск II зрікся свого імператорського та італійського королівського титулу. 
З моменту повалення Наполеона I (1814) до Об'єднання Італії (1861) не було жодного монарха, який би претендував на загальноіталійський титул. Рісорджименто успішно створив на всьому півострові єдину державу під правління Савойської династії, об'єднавши королівства Сардинії, Обох Сицилій та дрібніші королівства й князівства, утворивши нове Королівство Італії. 
Монархія була скасована та замінена Італійською республікою внаслідок проведення конституційного референдуму 2 червня 1946 року, після Другої світової війни. Італійська монархія офіційно припинила своє існування 12 червня 1946 року, а Умберто II залишив країну.

## Титул
До моменту скасування монархії в 1946 році повний титул королів Італійського королівства (1861–1946) був:
[Ім'я], Милістю Божою та з Волі Нації, король Італії, король Сардинії, король Кіпру, Єрусалиму, Вірменії, князь Савойський, граф Моріени, маркіз (Священної Римської імперії) в Італії; Князь П'ємонту, Каріньяно, Онельї, Пойріно, Тріно; Князь і Вічний вікарій Священної Римської імперії; Принц Карманьоли, Монмелліан з Арбіном і Франсіном, Князь-Бальї князівства Аоста, принц К'єрі, Дронеро, Кресчентіно, Ріва-ді-К'єрі і Банна, Буска, Бене, Бюстгальтер, князь Генуї, Монферрат, Аоста, князь Шабла, Женевуа, герцог П'яченци, маркіз Салуццо (Салюс), Іврея, Суза, Маро, Орістано, Чезана, Савона, Тарантасія, Боргоманеро та Куреджіо, Казель, Ріволі, П'янецца, Говоне, Салусола, Ракконіджі над Тегероною, Мігтуню Кавалермаджоре, Марен, Модан і Ланслебург, Ліворно Феррарі, Сантья, Агльє, Кенталло і Демонте, Десана, Гемме, Вігоне, Граф Баржі, Віллафранка, Гіневра, Ніцца, Тенда, Ромонт, Асті, Олессандрії, Гоцеано, Новари, Боббіо, Суассон, Сант'Антіоко, Полленцо, Роккабруни, Трікерро, Байро, Озеня, делле Апертоле, барон Во і Фаучіньї, лорд Верчеллі, Пінероло, Ломелліна, Валле-Сезія, маркіз Чеви, Оверлорд Монако, Рокабруна та одинадцять дванадцятих Ментона, Благородний Патрицій Венеції, Патрицій Феррари.